# Chivilcoy
Chivilcoy ist eine Stadt mit 60.762 Einwohnern (2001, INDEC) in der Provinz von Buenos Aires in Argentinien.
Sie wurde circa 1850 gegründet und liegt etwa 180 Kilometer von Buenos Aires entfernt. Da sich schnell italienische Einwanderer dort ansiedelten, sind bis heute fast alle Nachnamen der Bewohner italienischen Ursprungs.
Der berühmte argentinische Schriftsteller Julio Cortázar lebte und arbeitete von 1939 bis 1944 in Chivilcoy, unter anderem war er Spanischlehrer an der Schule in Chivilcoy.
Chivilcoy unterhält Partnerschaften mit den italienischen Gemeinden Menfi und Bogliasco.

## Söhne und Töchter der Stadt
- Argentino Galván (1913–1960), Geiger, Arrangeur, Bandleader und Tangokomponist
- Juan Carlos Miranda (1917–1999), Tangosänger
- Florencio Randazzo (* 1964), Politiker
- Hernán Ronsino (* 1975), Schriftsteller
- Juan Vasallo (1927–1995), Tango-Kontrabassist